# Grade (Band)
Grade ist eine kanadische Hardcore-Punk-Band aus Toronto, die Anfang der 1990er Jahre unter dem Namen Rebirth gegründet wurde, sich 2002 auflöste und seit 2009 wieder aktiv ist.

## Geschichte
Die Band wurde Anfang der 1990er Jahre von dem Sänger Kyle Bishop, den Gitarristen Greg Taylor und Shawn Magill, dem Bassisten Matt Jones und dem Schlagzeuger Chris Danner. Grade bestand aus den Mitgliedern der Band Incision, abzüglich des Bassisten. Incision wieder hatte sich aus den Bands Noise Patch und Reckless Youth zusammengesetzt. Grade, die ihren Namen aus dem Song Grade Curve von Lincoln bezogen hatte, hatte sich in ihren Anfangstagen zunächst noch Rebirth genannt. 1993 nahm die Gruppe ein erstes Demo auf. Es folgten Auftritte mit Fugazi, Hot Water Music, Jimmy Eat World, Earth Crisis und The Promise Ring. 1996/1997 hielt die Band neben lokalen und Wochenend-Auftritten eine US-Tour und eine Tournee durch Europa ab. Zudem erschien 1994 eine Split-Veröffentlichung mit der Band Believe bei dem kleinen kanadischen Label Workshop Records sowie 1995 das Debütalbum …And Such Is Progress und 1997 die EP Separate the Magnets. Daraufhin erreichte die Gruppe einen Vertrag bei Victory Records. Ursprünglich hatte die Band geplant, mit Revelation Records zusammenzuarbeiten. Da das Label jedoch zu viel Zeit benötigt hatte, einen Tonträger zu veröffentlichen, hatte man sich von ihm wieder getrennt. Nach einer Single unter dem Namen Triumph & Tragedy im Jahr 1999, die unter anderem eine Coverversion von Van Halens Panama enthält, schloss sich später im Jahr das Album Under the Radar an. Anfang 2000 erschien die Kompilation The Embarrassing Beginning, die frühen Aufnahmen der Gruppe enthält. Danach änderte sich die Besetzung um den Frontmann Bishop fast komplett. Neben ihm und den bereits bekannten Bassisten Jones und dem Gitarristen Magill bestand die Band aus dem Schlagzeuger Charles Moniz und dem Gitarristen Brad Casarin. Im Oktober 2001 schloss sich das Album Headfirst Straight to Hell an. Im Mai 2002 ging es auf Tournee durch Kanada. Nach der Veröffentlichung hatte sich die Besetzung erneut geändert, sodass Kyle Bishop das einzig verbliebene Originalmitglied war, das durch Mitglieder der Band Somehow Hollow unterstützt wurde. Daraufhin kam es 2002 zur Auflösung.
Im Juli 2009 fand sich die Band, bestehend aus Magill, Taylor, Bishop dem Bassisten Matt Jones und einem Freund der Band namens Matt Richmond am Schlagzeug, wieder zusammen, um Lieder für eine Split-Veröffentlichung für das At Both Ends Magazine mit Bane aufzunehmen. Weitere Konzerte oder Tourneen waren jedoch nicht vorgesehen. Am 21. Juli 2006 hielt die Band einen Auftritt in Toronto ab, dem sich jedoch zunächst noch keine weiteren anschlossen. 2011 wurde die Band von einem lokalen Promoter gefragt, ob sie für ihn zum Abschied ein Konzert spielen kann. Da dieses erfolgreich verlief, entschied man sich von nun an wieder konstant Auftritte abzuhalten. So war die Band 2013 auf dem Pouzza Fest zu sehen. 2014 wurde die Single Collapsed Lungs veröffentlicht. Gegen Ende des Jahres wurden Auftritte mit Ensign im Nordosten der USA abgehalten.

## Stil
Christian Graf ordnete die Gruppe in seinem Nu Metal und Crossover Lexikon dem Emocore zu und bezeichnete die Musik zudem als eine Mischung aus Hardcore Punk, Metal, Pop, Punk und Hard Rock. Carlos Ramirez von noecho.net beschrieb die Musik als Post-Hardcore, der Screamo-Dissonanzen mit hymnenartigen, melodischen Hooklines vermischt. Im Interview mit ihm gab Bishop an, dass er musikalisch stark durch seine Eltern beeinflusst wurde. Sein Vater, der Musik an seiner Highschool promotete, haben ihm Gruppen wie The Animals, The Kinks, The Rolling Stones, Led Zeppelin, Roxy Music, King Crimson, David Bowie, Gary Numan, Pink Floyd, Japan, The Smiths und The Cure näher gebracht, während die Mutter sich für Motown-Musik interessiert habe. Zudem sei ein Onkel, der in einer lokalen Band gespielt habe, ein wichtiger Einfluss gewesen, indem er ihm Alben wie Bad Habits von The Monks, Never Mind the Bollocks, Here’s the Sex Pistols von den Sex Pistols oder Dynasty von Kiss gegeben habe. Durch die Band Chokehold sei Grade in die Welt des DIY-Hardcore-Punks gelangt. Grade sei anfangs durch ihre Altersgenossen beeinflusst worden, während später Gruppen wie Lincoln, Indian Summer und Rye Coalition Einflüsse gewesen seien. Sein Gesang sei dadurch entstanden, dass er versucht habe Bob Mould, Black Francis und James Brown zu imitieren. Da er jedoch kein guter Sänger sei, habe er versucht dies durch Screaming zu kompensieren. Joachim Hiller vom Ox-Fanzine schrieb in seiner Rezension zu Under the Radar, dass es hierauf „fauchenden, new schooligen Gesang“ gibt. Die Gruppe spiele „treibenden Hardcore“ im Stil von Avail und Hot Water Music. Unter den zum damaligen Zeitpunkt neuen Emo-Bands, sei Grade eine der interessantesten und härtesten. Zwei Jahre später rezensierte Fabian Dünkelmann vom selben Magazin das Album Headfirst Straight to Hell und merkte an, dass hierauf Metal-Einflüsse in Form von Iron-Maiden-artigen Licks hörbar sind. Auch verarbeite man neben Emocore- auch Punk- und Hardcore-Punk-Einflüsse. Zudem klinge die Band gelegentlich wie At the Drive-In. In einer weiteren Ausgabe schrieb Sebastian Wahle, dass die Gruppe eine der wichtigsten Vertreter der Emo-Bewegung der 1990er Jahre war und großer Einfluss für Bands wie Thrice und Thursday war. …And Such Is Progress klinge rau und roh und kombiniere Hardcore Punk, Punkrock und Metal-Riffs. Separate the Magnets sei ausgereifter, stellenweise eingängiger und weniger metallisch. Headfirst Straight to Hell sei vertrackt und sehr metal-lastig, während man versuche aus klassischen Songstrukturen auszubrechen. Im Interview mit ihm gab Bishop an, dass die Band beim Schreiben von Collapsed Lungs versucht hat, an Separate the Magnets anzuknüpfen. Robert Müller vom Metal Hammer bezeichnete die Musik auf Triumph & Tragedy als klassischen, emotionalen Hardcore, der an Verbal Assault erinnere. Eine Ausgabe später rezensierte Claudia Nitsche Under the Radar, worauf abwechslungsreicher Emocore zu hören sei, der [„k]altwütend und heißblütig zugleich“ sowie „[f]iligran und brachial“ sei und einen metallischen Einfluss aufweise. Zudem schaffe die Gruppe „den Brückenschlag zwischen Metal, Rock, Hardcore und der großen Freiheit“. Zwei Jahre später besprach Elmar Salmutter Headfirst Straight to Hell. Er Vergleich es dabei mit dem Vorgänger Under the Radar, das eine „unkonventionelle[n] Mischung aus Punk, Hardcore, Emo und Metal“ und vergleichbar mit der Musik von Boysetsfire, Hot Water Music und Snapcase sei. Die Musik sei nun melodischer, wobei der Gesang immer noch „zwischen melancholischer Melodik und hysterischem Gekreische“ schwanke. Man streue nun verstärkt sanftere Passagen ein und gebe sich experimentierfreudiger, wodurch die Musik abwechslungsreicher und dynamischer klinge.

## Diskografie
- 1993: Demo (Demo, Eigenveröffentlichung)
- 1994: Grade/Believe (Split mit Believe, Workshop Records)
- 1994: Afterthought (EP, Workshop Records)
- 1995: …And Such Is Progress (Album, Second Nature Recordings)
- 1996: Grade (Single, Wheatfield Press)
- 1997: Separate the Magnets (EP, Second Nature Recordings)
- 1999: A Year in the Past (Forever In The Future) (Demo, Victory Records)
- 1999: Triumph & Tragedy (Single Victory Records)
- 1999: Under the Radar (Album, Victory Records)
- 1999: Grade/Incision (Split mit Incision, Workshop Records)
- 2000: The Embarrassing Beginning (Kompilation, Victory Records)
- 2001: Headfirst Straight To Hell / Playin' To Live, Livin' To Play (Split mit River City Rebels, Victory Records)
- 2001: Headfirst Straight to Hell (Album, Victory Records)
- 2010: Grade/Bane (Split mit Bane, At Both Ends Magazine)
- 2014: Collapsed Lungs (Single, Dine Alone Records)